# 8193 Ciaurro
8193 Ciaurro este un asteroid din centura principală de asteroizi.

## Descriere
8193 Ciaurro este un asteroid din centura principală de asteroizi. A fost descoperit pe 17 septembrie 1993 la observatorul astronomic Santa Lucia din Stroncone. Asteroidul prezintă o orbită caracterizată de o semiaxă mare de 2,26 ua, o excentricitate de 0,11 și o înclinație de 4,5° în raport cu ecliptica.